# NSWRL 1939
Die NSWRL 1939 war die 32. Saison der New South Wales Rugby League Premiership, der ersten australischen Rugby-League-Meisterschaft. Den ersten Tabellenplatz nach Ende der regulären Saison belegten die Balmain Tigers. Diese gewannen im Finale 33:4 gegen die South Sydney Rabbitohs und gewannen damit zum siebten Mal die NSWRL.

## Tabelle
|     | Team                          | Spiele | Siege | Unent. | Ndlg. | Spiel- punkte | Diff. | Tabellen- punkte |
| --- | ----------------------------- | ------ | ----- | ------ | ----- | ------------- | ----- | ---------------- |
| 01. | Balmain Tigers                | 14     | 10    | 2      | 2     | 249:115       | + 134 | 22               |
| 02. | St. George Dragons            | 14     | 10    | 0      | 4     | 268:169       | + 99  | 20               |
| 03. | Canterbury-Bankstown Bulldogs | 14     | 10    | 0      | 4     | 234:155       | + 79  | 20               |
| 04. | South Sydney Rabbitohs        | 14     | 9     | 0      | 5     | 219:158       | + 61  | 18               |
| 05. | Eastern Suburbs               | 14     | 8     | 0      | 6     | 192:184       | + 8   | 16               |
| 06. | Western Suburbs Magpies       | 14     | 2     | 2      | 10    | 148:213       | - 65  | 6                |
| 07. | North Sydney Bears            | 14     | 2     | 2      | 10    | 129:272       | - 143 | 6                |
| 08. | Newtown Jets                  | 14     | 2     | 0      | 12    | 124:297       | - 173 | 4                |

## Playoffs

### Halbfinale
| 19. August | Balmain Tigers | 13 : 9 | Canterbury-Bankstown Bulldogs | Sydney Cricket Ground, Sydney Zuschauer: 23.774 Schiedsrichter: George Bishop |
| 19. August | Bericht        |        |                               | Sydney Cricket Ground, Sydney Zuschauer: 23.774 Schiedsrichter: George Bishop |

| 26. August | South Sydney Rabbitohs | 23 : 10 | St. George Dragons | Sydney Cricket Ground, Sydney Zuschauer: 21.722 Schiedsrichter: Tom McMahon Jr. |
| 26. August | Bericht                |         |                    | Sydney Cricket Ground, Sydney Zuschauer: 21.722 Schiedsrichter: Tom McMahon Jr. |

### Grand Final
| 2. September | Balmain Tigers                                                                                             | 33 : 4        | South Sydney Rabbitohs  | Sydney Cricket Ground, Sydney Zuschauer: 26.972 Schiedsrichter: George Bishop |
| 2. September | Versuche: Bourke (2), Buckley, Hyde, Quealey, Redman, Smith Erhöhungen: Day (5/7) Straftritte: Johnson (1) | (7:2) Bericht | Straftritte: Felsch (2) | Sydney Cricket Ground, Sydney Zuschauer: 26.972 Schiedsrichter: George Bishop |

| 1  | Hec Day          |
| 2  | James Goodwin    |
| 3  | Jack Winchester  |
| 4  | Frank Hyde       |
| 5  | Tom Bourke       |
| 6  | William Bischoff |
| 7  | Jim Quealey      |
| 8  | Jack Redman      |
| 9  | Athol Smith      |
| 10 | Bill Johnson     |
| 11 | Dawson Buckley   |
| 12 | George Watt      |
| 13 | Dave Manning     |

| 1  | Dick Johnson   |
| 2  | Harold Thomson |
| 3  | Alan Quinlivan |
| 4  | Fred Felsch    |
| 5  | Arthur Tuohey  |
| 6  | Jack Kadwell   |
| 7  | Albert Webster |
| 8  | Eddie Hinson   |
| 9  | Percy Fairall  |
| 10 | Johnny Brown   |
| 11 | John Whitfield |
| 12 | George Kilham  |
| 13 | Jack Walsh     |